# لويس دونالدو كولوسيو
لويس دونالدو كولوسيو موريتا (بالإسبانية: Luis Donaldo Colosio Murrieta)‏(10 فبراير 1950 - 23 مارس 1994) سياسي مكسيكي، كان زعيما للحزب الثوري في المكسيك، وأول مرشح رئاسي يتم اغتياله في 23 مارس 1994.

## حياته سياسية
في عام 1994 بينما كان ذاهبا إلى انتخابات رئاسية لتحية جماهيره أقدم القاتل يدعى ماريو مارتينيز على إطلاق النار في جهته رأسه على قرابة أقل من سنتيمتر تم نقل لويس دونالدو كولوسيو إلى المستشفى ليتوفى بعدها بأقل من خمس دقائق على إطلاق النار في جهة رأسه
كان ابن لويس كولوسيو الأب وأوليفيا موريتا، ولد في 10 فبراير 1950 بقرب من ماغدالينا ديكينو في ولاية سونورا، وكان يشغل منصب زعيم الحزب الثوري المؤسساتي في المكسيك.

## الطريق إلى الرئاسة
```
تم اغتيال المرشح الرئاسي المكسيكي عام 1994 أثناء وجوده في أحد التجمعات الإنتخابية، تم اغتياله على يد أحد المتطرفين حيث أطلق على رأسه الرصاص من على بعد سنتيمترات قليلة في الساعة الخامسة وخمس دقائق مساءا في 23 مارس.
```

## روابط خارجية
- لويس دونالدو كولوسيو على موقع IMDb (الإنجليزية)
- لويس دونالدو كولوسيو على موقع مونزينجر (الألمانية)
- لويس دونالدو كولوسيو على موقع مونزينجر (الألمانية)